# Wächtergang

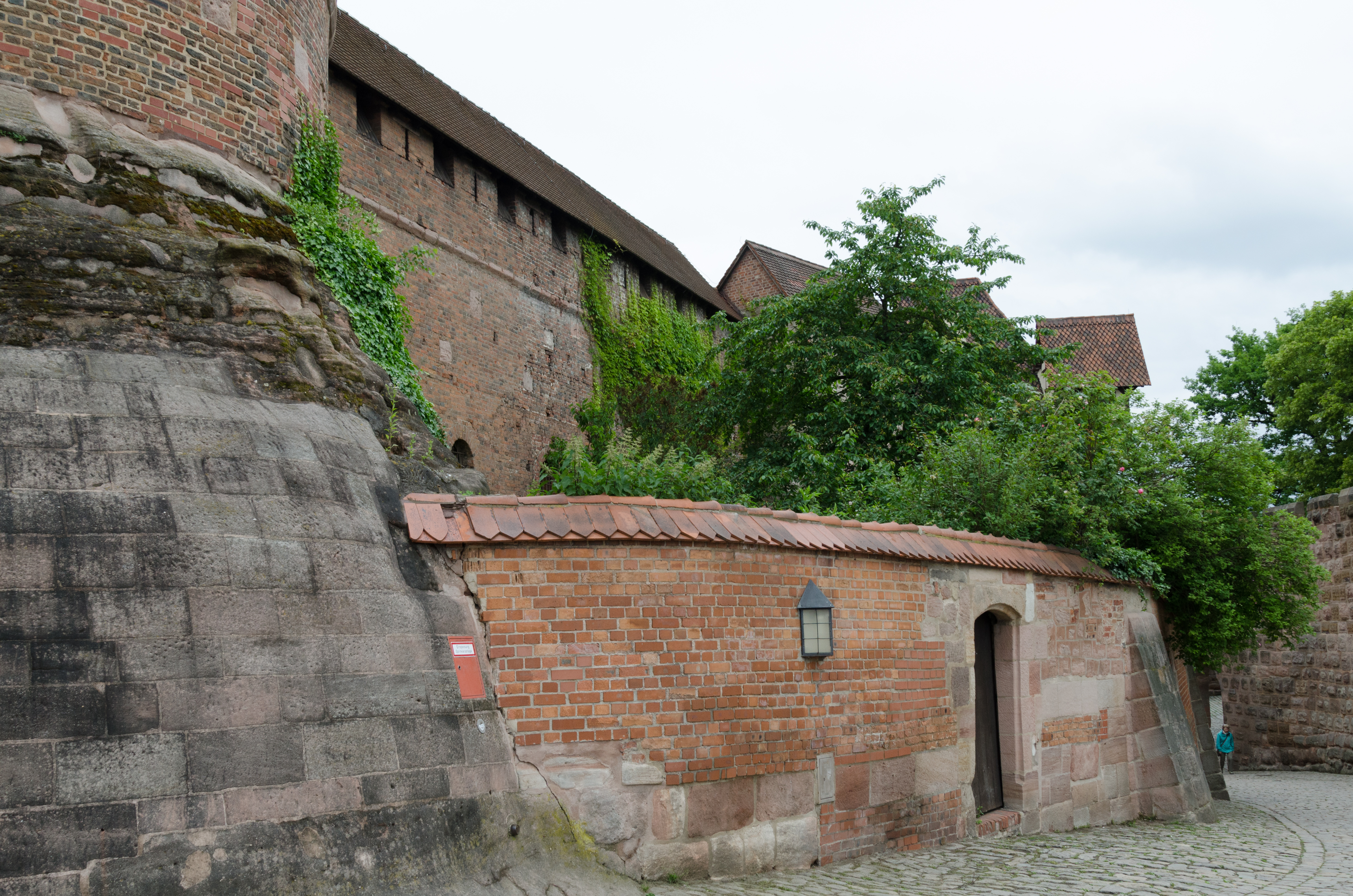
Sogenannter „Heimlicher Wächtergang“ der Nürnberger Burg

Ein Wächtergang war laut dem Deutschen Wörterbuch der Brüder Jacob und Wilhelm Grimm ein für einen Wächter bestimmter Gang entlang oder auf einer Stadtmauer.
Welchen Wert ein Wächtergang insbesondere bereits im Mittelalter besaß, lässt sich daran ermessen, dass beispielsweise der Marienröder Hof in Hannover, dessen Klosterbesitz eigentlich bis unmittelbar an die Stadtmauer Hannovers heranreichte, für die Freilassung eines Wächterganges von bestimmten städtischen Abgaben befreit wurde. Aus einem anderen Wächtergang entlang der Stadtmauer Hannovers hat sich der heutige Klostergang entwickelt.